# J.W. Special
J. W. Special is een historisch merk van motorfietsen.
John Wood was een Britse ingenieur die in 1960 een gemodificeerde 249cc-Triumph-eencilinder met vier versnellingen gebruikte om zijn eigen racemotorfietsen te maken. Hoewel ze bij nationale wedstrijden goed konden meekomen werd het internationaal geen succes en Wood stopte er al vlug mee.